# Waldemar Pieńkowski
Waldemar Paweł Pieńkowski (ur. 14 września 1958 w Ełku) – polski inżynier budownictwa, samorządowiec, literat.

## Życiorys
Z wykształcenia inżynier budownictwa. Jako inżynier specjalizuje się w nadzorze i kierowaniu budowami oraz renowacji budynków sakralnych, m.in.: kościoła Ducha Świętego w Ełku, kościoła św. Antoniego Padewskiego w Prostkach, kościoła pw. św. Szczepana w Rożyńsku Wielkim, kościoła pw. Podwyższenia Krzyża Świętego w Ostrymkole. Został pracownikiem Ełckiego Centrum Kultury (przez wiele lat odpowiedzialny za organizację Kabaretonu Mulatka).
W latach 2003–2014 sprawował mandat radnego miasta Ełk, z czego od 2006 do 2010 pełnił funkcję przewodniczącego rady miasta, a od 2010 do 2014 wiceprzewodniczącego. Zasiadał w Klubie Radnych Platformy Obywatelskiej RP. W kadencji 2019–2024 sołtys wsi Malinówka Wielka.
Autor wydanych w 2016 zbioru limeryków pt. Osobiste wycieczki przez Powiat Ełcki. Przewodnik inny niż wszystkie.
Otrzymał wyróżnienie w Ogólnopolskim Konkursie Literacko–Plastyczno–Fotograficzny pod hasłem „Natura Moich Okolic 2016” w kategorii poezja. W 2018 otrzymał nagrodę „Ełcki Bocian” w kategorii kultura i ochrona dziedzictwa kulturowego. W 2019 oraz 2021 wyróżniony w Międzynarodowym Konkursie Literackim imienia Siegfrieda Lenza.
Wielokrotny uczestnik i trzykrotny zwycięzca Wielkiego Finału teleturnieju Jeden z dziesięciu. W 2013 wygrał 74. edycję, w 2017 triumfował w 101. edycji teleturnieju, zaś w 2022 wygrał 131. edycję z najlepszym wynikiem w swojej karierze. Pierwszy gracz w historii teleturnieju, któremu trzykrotnie udało się wygrać Wielki Finał, za każdym razem będąc liderem listy zwycięzców. Oprócz Waldemara Pieńkowskiego z jego rodziny w Wielkim Finale był dwukrotnie także syn Miłosz Pieńkowski (2008, 2012) oraz, w III etapie Wielkiego Finału, żona Małgorzata Pieńkowska (2018).